# Johann Martin Spiess
Johann Martin Spiess   (Hanau, 1691 - 1772) fou un compositor bavarès, mestre de música i organista de Heidelberg i Berna, i publicà la col·lecció de melodies corals Davids Harfenspiel in 150 Psalmen auf 342 Liedermelodien (1745); Musikalische Bibel-Andachten (1762).